# Pomnik Krzyża Nowohuckiego
Pomnik Krzyża Nowohuckiego – pomnik znajdujący się w Krakowie, w Dzielnicy XVIII Nowa Huta, na os. Teatralnym przed kościołem Najświętszego Serca Pana Jezusa.
Pomnik stanął w miejscu gdzie kiedyś stał Krzyż Nowohucki i w pięćdziesiąt lat od jego postawienia. Na miejscu tym miał stanąć pierwszy nowy nowohucki kościół, lecz ówczesne władze cofnęły zezwolenie na jego budowę i postanowiły wybudować szkołę „tysiąclatkę” (dzisiejsza Szkoła Podstawowa nr 87 w Zespole Szkół Ogólnokształcących Sportowych nr 2). Mieszkańcy Nowej Huty stanęli w obronie krzyża i doszło w dniu 27 kwietnia 1960 r. i kilku następnych do starć z milicją.
Krzyż pozostał do dziś, wybudowano szkołę, a kościół prawie czterdzieści lat później.
Pomnik został odsłonięty i poświęcony przez kardynała Stanisława Dziwisza 10 listopada 2007. Jest to projekt prof. Stefana Dousy a otoczenie zaprojektował dr. arch. Krzysztof Ingarden. Wykonany jest z brązu, ma 4,85 m wysokości, a odlano go w nowohuckiej firmie „Metalodlew”. Sam Krzyż Nowohucki przeniesiono i obecnie stoi przy północnej ścianie kościoła.

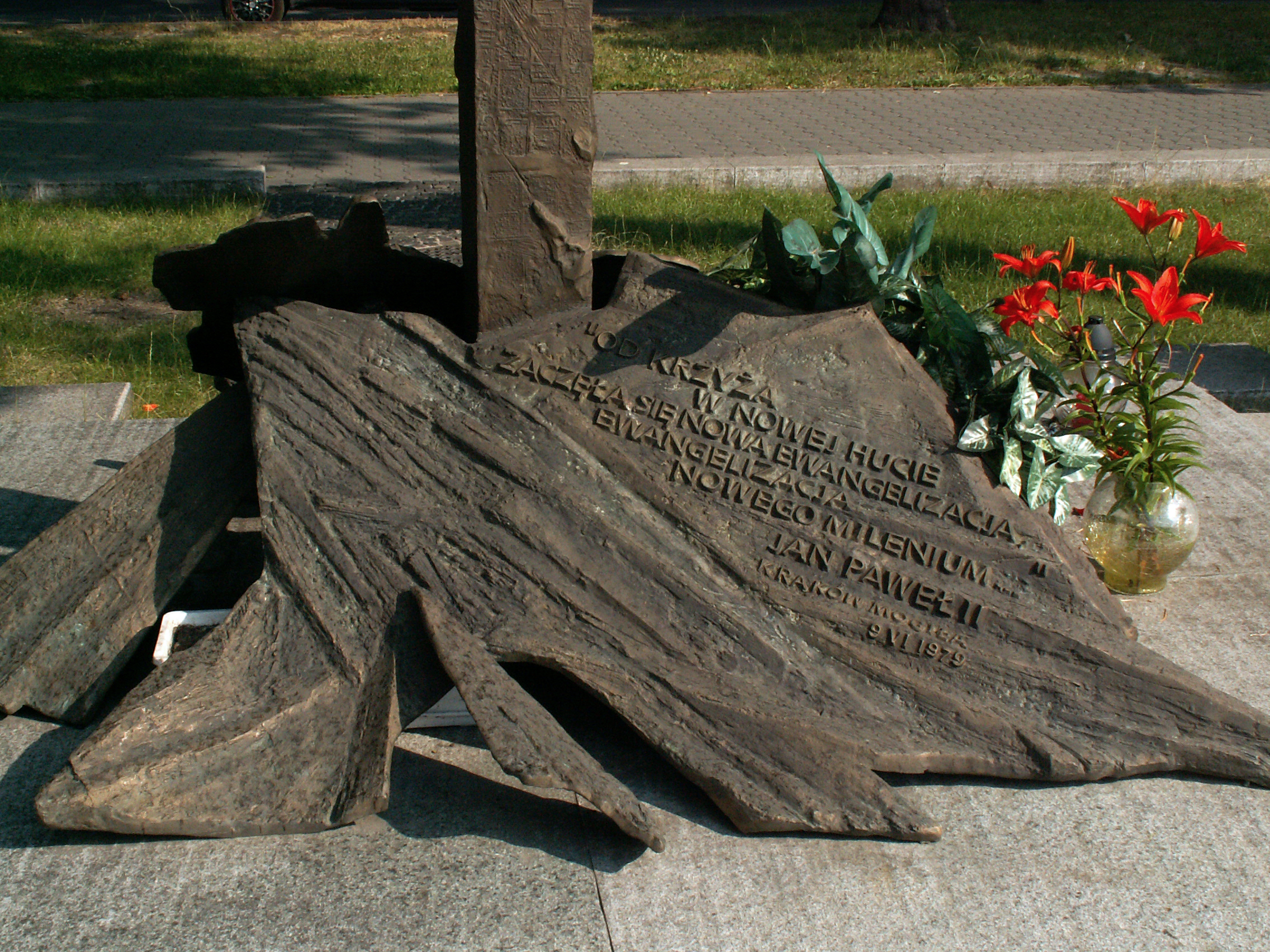
Tablica pamiątkowa
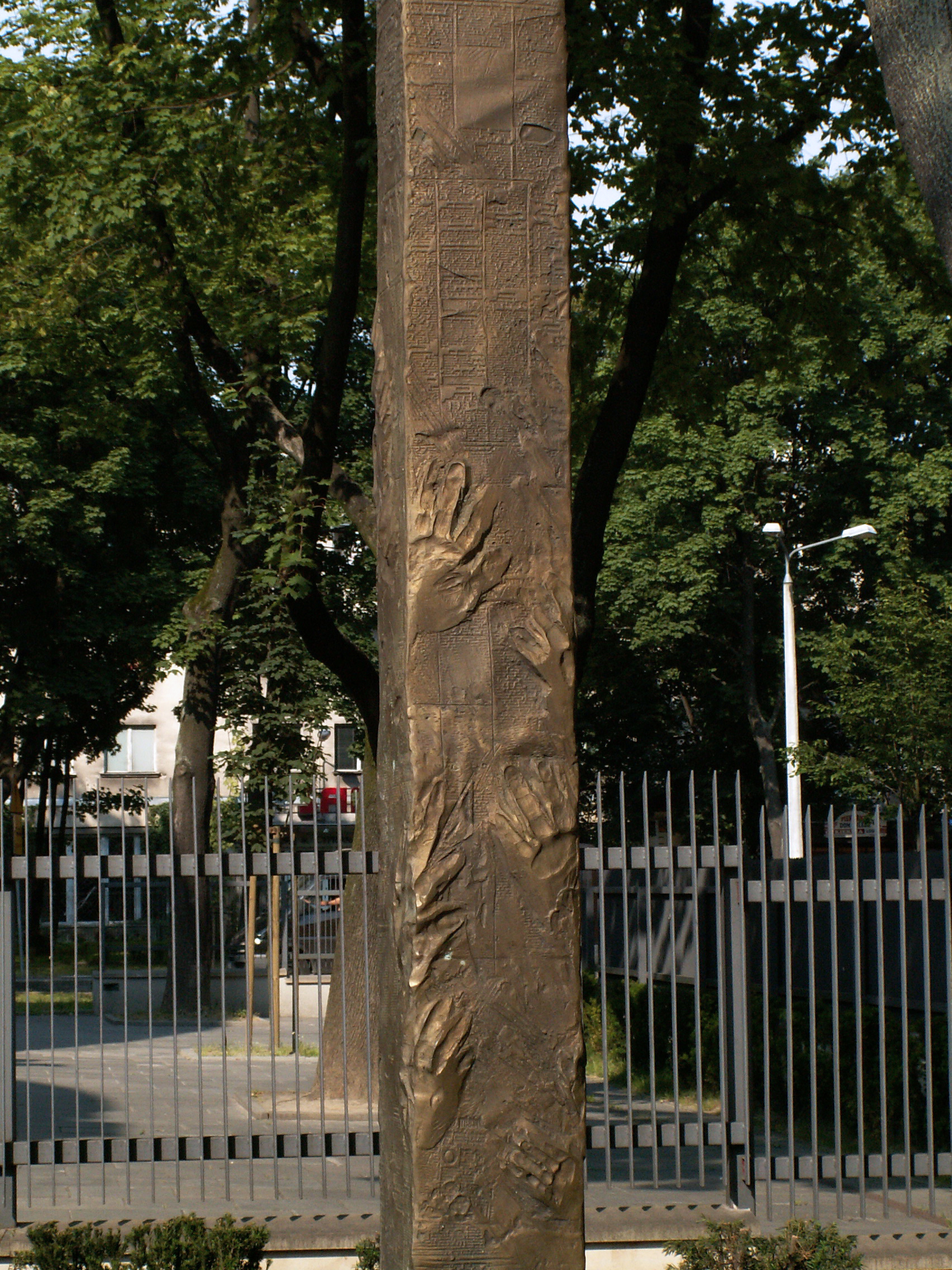
Dłonie podtrzymujące krzyż
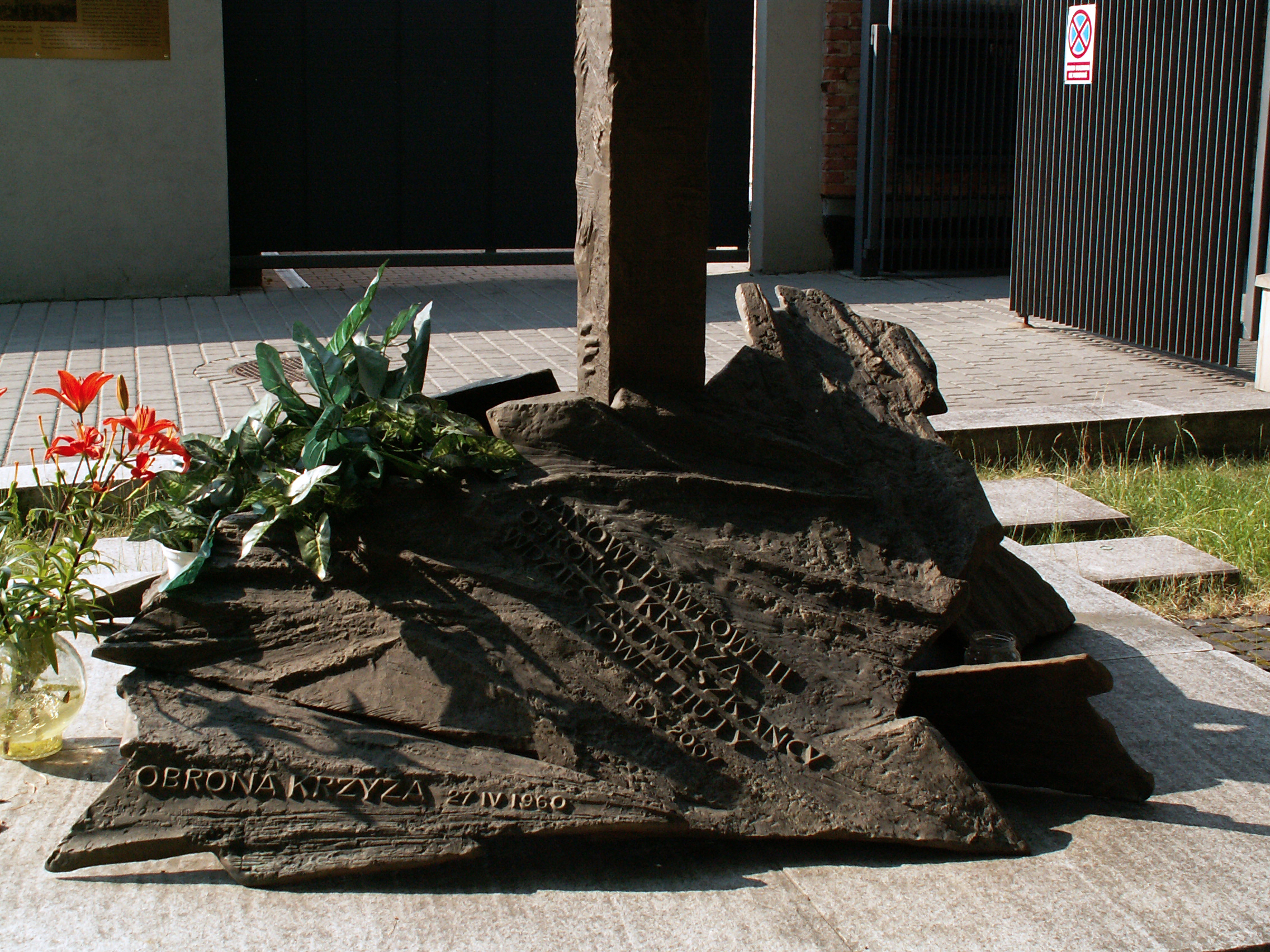
Tablica pamiątkowa